# RationalWiki
RationalWiki är en wiki skriven ur ett skeptiskt, sekulärt och framstegsoptimistiskt perspektiv. Det skapades 2007 som en motvikt till Conservapedia, efter en incident där bidragsgivare blev avstängda när de försökte redigera i den wikin.[källa behövs] 
Sedan dess har det utvecklats till en wiki som kritiserar excentriska idéer, pseudovetenskap och fundamentalism. 
Ur ideologiskt perspektiv argumenterar RationalWiki vanligen till förmån för religionsfrihet, ateism, feminism och HBTQ-personers rättigheter och kritiserar konservatism och högerlibertarianism. 
RationalWiki använder ofta grov sarkasm och humor i sina artiklar. 
Till skillnad från många wikier har RationalWiki inget formellt system för val administratörer, utan de flesta användare antas ha goda avsikter och ges de verktyg som behövs.